# Glory Bound
Glory Bound est le premier album du groupe de punk rock Revolution Mother. Publié le 27 juin 2007, l'album mélange "le rock des années 70 et la brutalité du punk". Enregistré à Costa Mesa en Californie, l'album est entièrement composé par Mike Vallely dont la voix est comparé à celle de Henry Rollins de Black Flag et Jason Hampton.

## Liste des chansons
1. "Come On" - 2:10
2. "Above The Crawl" - 3:02
3. "Switchblades & Urethane" - 1:34
4. "Bullet" - 4:08
5. "Burning From Inside" - 4:56
6. "Do Or Die" - 3:04
7. "The Real Deal" - 1:40
8. "The Accuser" - 5:02
9. "Hole in The Sky" - 3:10 (reprise de Black Sabbath)
10. "Who I'Am" - 3:17
11. "Roll Tonight" - 4:07

## Membres du groupe
- Mike Vallely - chant
- Jason Hampton - guitare / chant
- Colin Buis - basse
- Brendan Murphy - batterie